# Cornelius Ryan

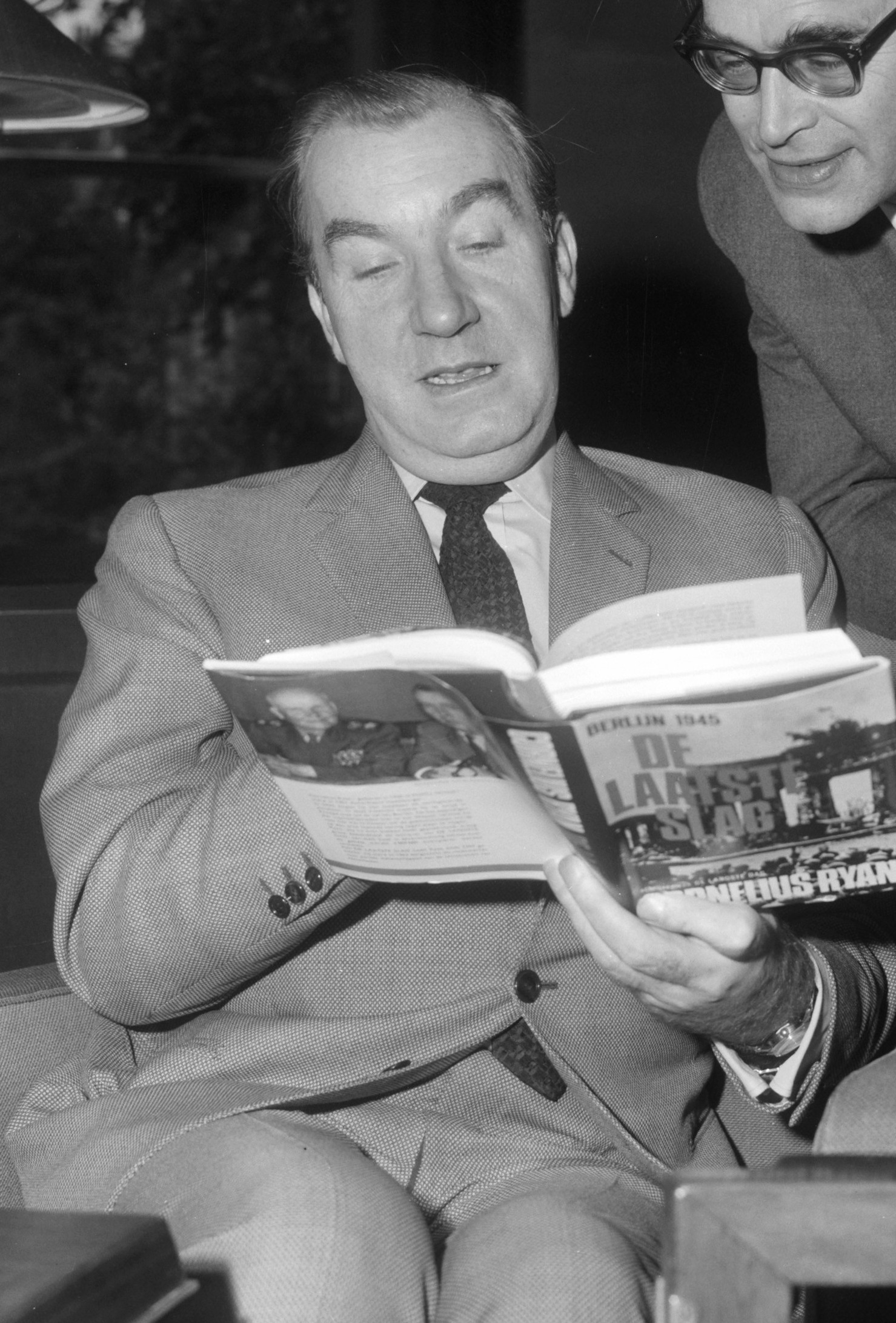
Cornelius Ryan, 1966

Cornelius Ryan (* 5. Juni 1920 in Dublin, Irland; † 23. November 1974 in New York City, USA) war ein irisch-US-amerikanischer Journalist und Schriftsteller, der durch seine populäre Militärgeschichtsschreibung über den Zweiten Weltkrieg berühmt wurde.

## Leben
Seine zwei bekanntesten Bücher sind Der längste Tag (The Longest Day) (1959), das die Geschichte des D-Day, des Tags der Invasion der Alliierten in der Normandie, erzählt, und Die Brücke von Arnheim (A Bridge Too Far) (1974). Letzteres beschreibt die Operation Market Garden: im September 1944 versuchten die Westalliierten vergeblich, im Rahmen einer großen Luftlandeoperation den Niederrhein bei Arnheim zu überqueren. Beide Bücher wurden 1962 und 1977 mit hohem Budget und einem großen Staraufgebot verfilmt.
Aufgewachsen und in einer Schule des katholischen Laienordens Christian Brothers in Dublin erzogen, zog Ryan 1940 nach London, wo er von 1941 an als Kriegsberichterstatter für den Daily Telegraph arbeitete. Zunächst im Luftkrieg in Europa eingesetzt, flog er mit der Achten und Neunten U.S. Air Force auf Bombeneinsätzen. Ab 1944 begleitete er General George Pattons 3. US-Armee und berichtete von deren Aktivitäten bis zum Ende des Kriegs in Europa. Anschließend berichtete er 1945 vom Pazifikkrieg und 1946 aus Jerusalem, wo er das Büro des Daily Telegraph leitete und fotografierte.
Ryan ging 1947 in die USA, wo er für das Time Magazine und andere Zeitschriften schrieb. Nach der Heirat mit Kathryn Morgan wurde er 1950 US-Bürger.
Nach dem umgehenden Erfolg mit Der längste Tag, das er von 1956 an schrieb, folgten weitere Bücher, darunter Der letzte Kampf (The Last Battle) (1966) über die Schlacht um Berlin im April/Mai 1945, mit der der Zweite Weltkrieg in Europa endete.
Ryan war Mitglied der französischen Ehrenlegion und Honorarprofessor für Literatur an der Ohio University, wo die „Cornelius Ryan Collection“ in der „Alden Library“ beheimatet ist. Kurz nach der Veröffentlichung von Die Brücke von Arnheim im Jahre 1974 starb Ryan während einer Lesereise zur Vermarktung des Buches an Prostatakrebs.

## Veröffentlichungen
- The Longest Day: 6 June 1944 D-Day. Fawcett Publications 1959, ISBN 0-671-62228-5.
  - Der längste Tag. Normandie 6. Juni 1944. Sigbert Mohn Verlag, Gütersloh 1959.
- The Last Battle. Collins, London 1966.
  - Der letzte Kampf. Knaur, München/Zürich 1966.
- A Bridge Too Far. Simon & Schuster 1974, ISBN 0-671-21792-5.
  - Cornelius Ryan (Autor), Emil Bastuk (Übersetzer): Die Brücke von Arnheim. Verlag: Fischer, 1975, ISBN 978-3-10-068801-9
- A Private Battle (posthum mit Kathryn Morgan Ryan). Simon & Schuster 1979, ISBN 0-671-22594-4.